# Società Ginnastica Andrea Doria
Pour les articles homonymes, voir Andrea Doria (homonymie).
La Società Ginnastica Andrea Doria est un club omnisports italien fondé à Gênes le 5 septembre 1895 dans l'école Suisse de Gênes par des élèves en provenance de la Società Ginnastica Ligure Cristoforo Colombo.
Le club est connu pour avoir fusionné sa section football le 12 août 1946 avec celle de la Ginnastica Sampierdarenese donnant naissance à la Sampdoria de Gênes.
Le club reste par ailleurs toujours en activité via d'autres sections sportives (natation, waterpolo, gymnastique, arts martiaux...)

## Histoire
Le club porte le nom d'Andrea Doria (30 septembre 1466 - 25 novembre 1560), condottiere et amiral de Gênes. À ses débuts, seule la gymnastique y était pratiquée. Le club disputa son premier match de football le 11 août 1900 et participa au Championnat d'Italie de football 1902 où il fut éliminé par le Genoa Cricket and Football Club au premier tour du groupe ligure-lombard.
Entre 1906 et 1907, le club joue ses matchs à domicile au Terrain sportif de San Gottardo.
Le premier grand joueur du club fut Francesco Calì qui fut le premier capitaine de l'équipe d'Italie de football à l'occasion de son premier match international le 15 mai 1910 face à l'équipe de France de football pour une victoire 6 buts à 2.
Le stade du club était la Cajenna qui n'avait pas de tribunes.